# ستيف إلفورد
ستيف إلفورد (بالإنجليزية: Steve Alford)‏ مواليد 23 نوفمبر 1964 في فرانكلين، هو لاعب كرة سلة أمريكي سابق ومدرب بدأ مسيرته الاحترافية في سنة 1987. يبلغ طوله 6 قدم 2 بوصة (1.9 م). اعتزل اللعب في 1991.

## فرق لعب لها
- دالاس مافيريكس
- غولدن ستايت ووريورز
- دالاس مافيريكس

## الميداليات
| الميدالية | المسابقة                       |
| --------- | ------------------------------ |
| ذهبية     | الألعاب الأولمبية الصيفية 1984 |

## روابط خارجية
- ستيف إلفورد على موقع الاتحاد الدولي لكرة السلة (الإنجليزية)
- ستيف إلفورد على موقع إن بي أي (الإنجليزية)
- ستيف إلفورد على موقع سبورتس رفرنس (الإنجليزية)
- ستيف إلفورد على موقع كلية كرة السلة في سبورتس رفرنس.كوم (الإنجليزية)
- ستيف إلفورد على موقع ريلجم (الإنجليزية)
- ستيف إلفورد على موقع بروبوليرز (الإنجليزية)
- ستيف إلفورد على موقع كلية كرة السلة في سبورتس رفرنس.كوم (الإنجليزية)
- ستيف إلفورد على موقع سبورتس رفرنس (الإنجليزية)
- ستيف إلفورد على موقع أوليمبيديا (الإنجليزية)
- ستيف إلفورد على موقع قاعة ميسوري للمشاهير الرياضية (الإنجليزية)